# Brequette
Brequette, egentligen Brequette Shane Cassie, född 1984 i Kapstaden i Sydafrika, är en spansk sångerska bosatt på Gran Canaria med sydafrikanskt påbrå.
Vid 12 års ålder började Brequette att framträda i sitt hemland Sydafrika och vid 14 års ålder började hon turnera tillsammans med sångaren Tony Dee. 1999 flyttade hon till Las Palmas på turistön Gran Canaria där hon fortsatte sin musikaliska karriär. 2012 deltog Brequette i den spanska versionen av programformatet The Voice, La Voz. Under sommaren 2013 turnerade hon i städer som Madrid, Sevilla, Santander och Valencia. Hon framförde även vid David Bisbals och Pastora Solers konserter. 
Hon har även varit jurymedlem vid det kanariska TV-programmet Mamá, Quiero Triunfar.
2014 deltar Brequette i Spaniens uttagning till Eurovision Song Contest 2014 med bidraget "Más" som komponerats av Tony Sánchez och Thomas G:son. Den rankades 43:a på Ituneslistan samma dag som den släpptes. I den spanska nationella finalen slutade hon slutligen på en andraplats, dock på samma poäng som segrande Ruth Lorenzo.